# Хнумхотеп и Нианххнум

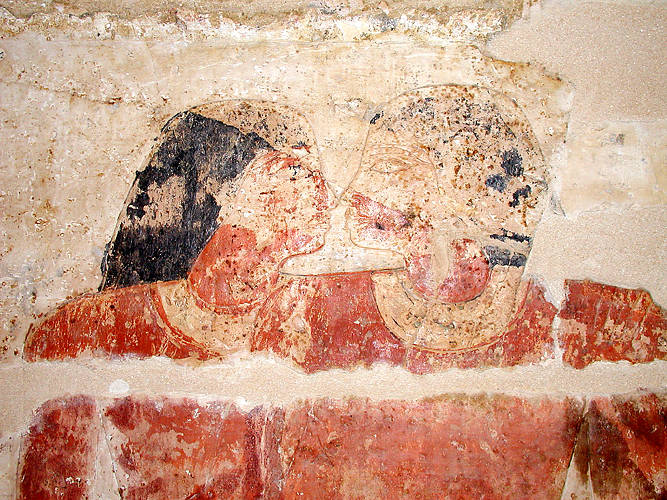
Хнумхотеп и Нианххнум

Хнумхоте́п и Нианххну́м — древнеегипетские высокопоставленные придворные вельможи. Оба носили звание смотрителей царского маникюра, были доверенными лицами фараона и пророками Ра в Солнечном храме Ниусерра. Жили в эпоху V династии (2450—2410 до н. э.), в годы правления фараонов Ниусерра или Менкаухора. Некоторыми исследователями Хнумхотеп и Нианххнум считаются гомосексуальной парой (древнейшей из известных нам в истории).
В наши дни Хнумхотеп и Нианххнум известны почти исключительно благодаря обнаруженной их совместной гробнице, на стенах которой они изображены в интимных объятьях.
И Хнумхотеп, и Нианххнум были женаты (изображения жён и детей в их гробнице не надписаны именами, то есть условны), однако неоднократно изображаются в интимных объятьях. Исследователи дают этому разные объяснения. Некоторые считают их парой близнецов или даже сиамскими близнецами. Другие исследователи считают их гомосексуальной парой. В любом случае, не вызывает сомнений, что такое их изображение предполагает наивысшую степень близости и интимной привязанности. Прикосновение кончиками носов было в Древнем Египте эквивалентом поцелуя. И тем не менее, вопрос об интерпретации изображений Хнумхотепа и Нианххнума остаётся открытым и по сей день.

## Имена
| W9 | R4 · X1 · Q3 |

| W9 | R4 · X1 · Q3 |

| W9 · N35 | S34 |

| W9 · N35 | S34 |

Помимо основного значения имена Нианххнума и Хнумхотепа могут толковаться и более пространно — соответственно как «связь в жизни» и «связь в блаженном мире мёртвых». Таким образом, сразу оба имени можно перевести как «вместе в жизни и в смерти».